# Elson Beiruth
Elson Beiruth, né le 20 octobre 1941 à São João da Barra et mort 15 août 2012 à Santiago, est un footballeur brésilien. 
Il joue d'abord au Brésil puis au Chili, où il dispute ses meilleures saisons dans le club de Colo-Colo. Il obtient la double nationalité, brésilienne et chilienne.
Il commence sa carrière professionnelle, au Brésil, dans le club de Flamengo, puis passe par les Corinthians. D'où il arrive au Chili, en 1965, dans le club de Colo-Colo.
Il gagne le championnat avec ce club en 1970 et 1972, et est élu meilleur joueur du championnat chilien en 1971. Il est finaliste de la Copa Libertadores en 1973. Il joue huit saisons au club de Colo Colo, comme attaquant, totalisant 110 buts en 237 rencontres.
Il est aujourd'hui considéré comme un des meilleurs joueurs étrangers passés dans ce club. À sa mort, la direction du club décrète trois jours de deuil. 
Il joue également pour Magallanes, Deportes Antofagasta et Santiago Morning. Dans ce club, il met fin à sa carrière en 1975, à l'âge de 34 ans. 
Il devient ensuite un formateur apprécié dans les clubs de Audax Italiano et de Colo Colo. Il participe, par exemple, à la formation de Jorge Valdivia ou Gonzalo Fierro.
Souffrant de diabète, depuis quelques années, lui provoquant notamment des infections aux pieds, il meurt d'une défaillance multisystémique, le 14 août 2012 à l'hôpital San Borja Arriarán (es) de Santiago, à l'âge de 70 ans.